# Schizotetranychus saba-sulchani
Schizotetranychus saba-sulchani är en spindeldjursart som beskrevs av Reck 1956. Schizotetranychus saba-sulchani ingår i släktet Schizotetranychus och familjen Tetranychidae. Inga underarter finns listade i Catalogue of Life.